# Milium effusum
Milium effusum es una especie de hierba perteneciente a la familia de las poáceas, nativa de los bosques inundados de la región holártica. Se encuentra en Eurasia y el norte de los Estados Unidos y Canadá.

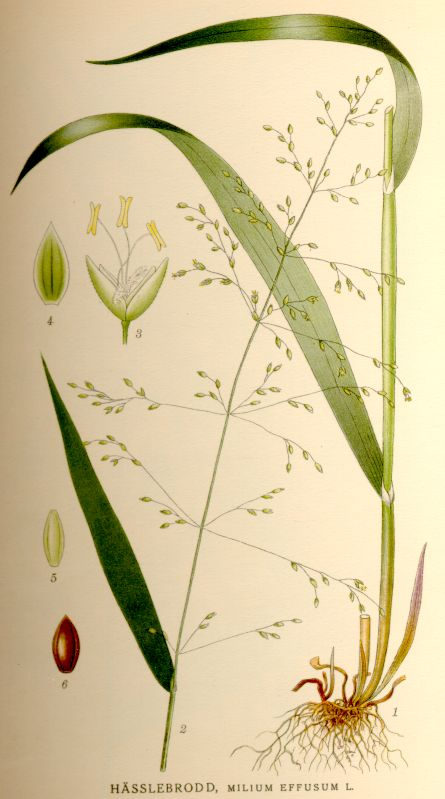
Ilustración

## Descripción
Es una planta copetuda, poco rizomatosa perennifolia; con culmos de 45-180 cm de altura, generalmente erectos. Láminas foliares planas, de 10-30 cm de longitud, 5-15 mm de ancho, glabras. La panícula ovada o piramidal, de 10-40 cm de largo, muy laxa y hasta 20 cm de ancho, las sucursales en grupos de hasta 6, flexuosas. Espiguillas 3-4 mm de largo, de color verde pálido, rara vez de color púrpura; glumas ovadas a ovado-elípticas, membranosas, con márgenes hialinos; lema ligeramente más corta que las glumas o tan larga como ellos.

## Taxonomía
Milium effusum fue descrita por Carlos Linneo y publicado en Species Plantarum 1: 61. 1753.
Etimología
Milium: nombre genérico que deriva de la palabra griega utilizada para nombrar el mijo.
effusum: epíteto latino que significa "suelto, extendido".
Sinonimia
- Agrostis effusa Lam.
- Alopecurus effusus Link ex Kunth
- Decandolia effusa (Lam.) T.Bastard
- Melica effusa (L.) Salisb.
- Miliarium effusum (L.) Moench
- Milium adscendens Roxb.
- Milium confertum L.
- Milium dubium Jacquem. ex Hook.f.
- Milium nepalense Nees
- Milium transsilvanicum Schur
- Milium willdenowii Lojac.
- Paspalum effusum (L.) Raspail[5][6]

## Nombre común
- Castellano: mijo silvestre.[7]